# Zemegresi
Zemegresi (cyr. Земегреси) – wieś w Bośni i Hercegowinie, w Republice Serbskiej, w gminie Novo Goražde. W 2013 roku liczyła 3 mieszkańców.